# Olle Bexell
Karl Olof Alfred "Olle" Bexell  (14. června 1909 Luleå – 6. ledna 2003 Uppsala) byl švédský atlet, desetibojař, mistr Evropy z roku 1938.

## Kariéra
V desetiboji startoval na olympiádě v Berlíně v roce 1936, kde skončil sedmý. O dva roky později v Paříži se stal v této disciplíně mistrem Evropy. Jeho nejlepší výkon v desetiboji 6781 bodů pochází z roku 1937.